# Gunnvá Zachariasen
Gunnvá Zachariasen (født 21. marts 1973) er en færøsk skuespiller og instruktør, der har medvirket i flere teaterskuespil på Færøerne, Danmark og USA. Hun har også medvirket i film. 
Kort tid efter, at hun var uddannet skuespiller i Danmark, flyttede hun tilbage til Færøerne, hvor hun etablerede teatertruppen TVAZZ. Denne teatertrup skabte stor diskussion i Lagtinget i 2002, da finanasloven skulle vedtages. Kort tid forinden opførte TVAZZ Margareta Garpes skuespil The Vagina Monologues, der i færøsk oversættelse fik titlen Ginu Søgur. Specielt de to lagtingsmedlemmer Gerhard Lognberg og Jógvan á Lakjuni satte spørgsmålstegn ved, om skuespillet overhovedet kunne kaldes kunst, de mente at det offentlige ikke kunne støtte sådan noget og lagde derfor sammen med to andre lagtningsmedlemmer et ændringsforslag for lagtinget, hvor de foreslog, at støtten til Leikpallur Føroya (aktiv fra 1989-2005) skulle skæres med 400.000 kroner. De fik dog ikke medhold, ingen andre end de fire lagtingsmedlemmer stemte for ændringsforslaget til finansloven. På Færøerne er det Mentanargrunnur Landsins, der på vegne af Lagtinget, uddeler økonomisk støtte til færøske kunstnerre/personer der arbejder med færøsk kunst.

## Baggrund og karriere
Gunnvá Zachariassen startede sin skuespillerkarriere i Thorshavn i 1990'erne, da hun spillede med i flere Ólavsøka-kabaretter og Leikhúsjól. Hun spillede også med i nogle af Havnar Sjónleikarafelags skuespil og nogle gange var hun gæsteskuespiller hos Gríma. Hun tog på den nordiske højskole i Kungälv i Sverige, hvorefter hun studerede dramaturgi ved Århus Universitet i 1995-96. I 2000 blev hun uddannet skuespiller fra Statens Teaterskole i København. Derudover har hun også uddannet sig til massør fra Axelsons Institut 2005-06 og en diplomuddannelse i formidling fra Den Danske Scenekunstskole i Odsherred 2014-16. Hun har arbejdet som teaterskuespiller i Danmark, på Færøerne og i USA. Hun har spillet med i to film: Flyvende farmor og Bye Bye Bluebird. Hun er bestyrelsesmedlem i Leikarafelag Føroya. Hun var med til at etablere teatertruppen TVAZZ i 2006, og er stadig tilknyttet gruppen. Hun har også tilknytning til Tjóðpallur Føroya. Hun er projektleder for Nordic Performing Arts Days 2016.

### Teaterskuespiller på Færøerne
- Stovugenturnar, Jean Genet - TVAZZ, 2014 (Opført i Kommandørhuset i Thorshavn, der tidligere tilhørte Forsvaret).[6]
- Orsakað! - Kamilla Wargo Brekling, oversat og instrueret: Marita Dalsgaard, 2014[7][8]
- Tey óndu - Niklas Rådström - opført af teatertruppen TVAZZ i Tjóðpallur Føroya, 2012[9]
- 4.48 Psykosa - Sarah Kane, opført af teatertruppen TVAZZ, 2009[10]
- Fundamentalisturin, Juha Jokela - TVAZZ, 2007
- Í Óðamansgarði, Dánjal Hoydal og Sunleif Rasmussen - Tjóðpallur Føroya og Norðurlandahúsið, 2006
- Køksdrotningarnar, Werner Schwabb - TVAZZ, 2006
- Limbo, Margareta Garpe, Tjóðpallur Føroya 2006
- Ginu Søgur, Eve Ensler - Leikhúsið Gríma 2002
- Risans Hjarta, H.Tórgarð/G. Zachariasen[11] - Leikhúsið Gríma 2002
- Ísbjarnirnar, Jonas Gardell - Havnar Sjónleikarafelag 2001
- Don Juan fra Tranhuset, Usenkev, Norðurlandahúsið, Listastevnan 2001
- Balladen om bøledrengen - Parentes og Sjónleikarahúsið 1997
- Húsið hjá Bernardu Alba - Gríma og Norðurlandahúsið 1995

### Teaterskuespiller i Danmark
- Gøglerens hjerte, Jesper Carlsen - Egnsteatret Masken 2004-05
- En gæst, Ole Bornedal - Aveny-T 2004
- Faust, Jesper Carlsen, Theatre La Balance & Det Lille Turnéteater 2002-03
- Knive i høns, David Harrower - Statens Teaterskole 2001
- Don Juan fra Tranhuset, William Heinesen - Usenkev og Odense Teater 2000
- Peer Gynt, Henrik Ibsen - Statens Teaterskole 2000
- Bornedal’s Macbeth, Ole Bornedal - Gladsaxe Teater 1998

### Filmografi
- 2014 - Ludo - bruden
- 2001 - Flyvende farmor - bruden[12]
- 1999 - Bye Bye Bluebird - kvindelig politibetjent[13]